# Cristian Salvador
Cristian Salvador González (Zamora, 20 de noviembre de 1994) es un futbolista español que juega de centrocampista en el Tianjin Jinmen Tiger de la Superliga de China.

## Trayectoria
Se formó en el Zamora C. F., con el que debutó en la Segunda División B, posteriormente militó en el Sestao River Club.
En 2016 firmó por el Real Sporting de Gijón, donde estuvo dos años en el filial antes de asentarse en el primer equipo. Co este disputó más de 70 partidos en Segunda División antes de firmar el 7 de junio de 2021 por la S. D. Huesca, equipo en el que militó durante dos temporadas y jugó 50 encuentros.
El 31 de julio de 2023 fichó por el Elche C. F. En tierras alicantinas permaneció una campaña y media y en enero de 2025 fue traspasado al Tianjin Jinmen Tiger chino.

## Clubes
| Club                       | País   | Año       |
| -------------------------- | ------ | --------- |
| Zamora C. F.               | España | 2012-2015 |
| Sestao River Club          | España | 2015-2016 |
| Real Sporting de Gijón "B" | España | 2016-2018 |
| Real Sporting de Gijón     | España | 2018-2021 |
| S. D. Huesca               | España | 2021-2023 |
| Elche C. F.                | España | 2023-2025 |
| Tianjin Jinmen Tiger       | China  | 2025-     |

## Palmarés

### Campeonatos nacionales
| Título           | Club                       | País   | Año  |
| ---------------- | -------------------------- | ------ | ---- |
| Tercera División | Real Sporting de Gijón "B" | España | 2017 |